# 科莱尼奥
科莱尼奥（義大利語：Collegno），是意大利北部皮埃蒙特大区都靈廣域市的一个市镇。总面积18.1平方公里，总人口50137，人口密度2770.0人/平方公里（2010年12月31日）。

## 友好城市
- 法國安东尼
- 匈牙利沙羅什保陶克
- 俄羅斯伏尔加斯基
- 德国新勃兰登堡
- 西班牙萨尔达尼奥拉-德尔巴列斯
- 義大利圣格雷戈里奥-马尼奥
- 突尼西亞Ousseltia
- 古巴馬坦薩斯
- 薩拉熱窩
- 捷克哈维若夫
- 義大利罗凯塔-圣安东尼奥
- 義大利加伊巴